# Hugh Plaxton
Hugh John Plaxton (né le 16 mai 1904 à Barrie, province de l'Ontario au Canada - mort le 1er décembre 1982 à Mississauga) est un joueur professionnel canadien de hockey sur glace et un homme politique. Il évoluait au poste d'ailier,.

## Carrière de joueur
Avec l'université de Toronto, il a représenté le Canada aux Jeux Olympiques de 1928. L'équipe a remporté l'or. Il a évolué dans la Ligue nationale de hockey avec les Maroons de Montréal en 1932-1933.

### Statistiques
| Saison    | Équipe              | Ligue |    | Saison régulière | Saison régulière | Saison régulière | Saison régulière | Saison régulière |    | Séries éliminatoires | Séries éliminatoires | Séries éliminatoires | Séries éliminatoires | Séries éliminatoires |
| Saison    | Équipe              | Ligue | PJ | B                | A                | Pts              | Pun              | PJ               | B  | A                    | Pts                  | Pun                  |                      |                      |
| 1932-1933 | Bulldogs de Windsor | LIH   | 10 | 1                | 1                | 2                | 4                |                  |    |                      |                      |                      |                      |                      |
| 1932-1933 | Maroons de Montréal | LNH   | 15 | 1                | 2                | 3                | 4                | --               | -- | --                   | --                   | --                   |                      |                      |

## Politique
Après sa retraite du hockey, Plaxton devient avocat et entre en politique en 1935 en tant que député libéral de Trinity. Ayant perdu la nomination libérale en 1940, il tente sans succès de revenir au parlement en tant que député de Kingston-City.
En janvier 1937, Plaxton introduit une résolution en chambre afin de proposer la création d'un ministère canadien du Sports. Il défend son idée de réguler le sport afin d'éliminer les conflits d'autorité et de juridiction.
Plaxton est avec Lionel Conacher l'un de deux députés de Trinity anciennement joueurs professionnels de hockey sur glace.